# Byzovaja
Byzovaja is een archeologische vindplaats gelegen in de republiek Komi in het noorden van Rusland in de buurt van de poolcirkel. De locatie leverde stenen werktuigen typisch voor de Moustérien-cultuur, en resten van geslachte dieren (mammoet, bruine beer, rendier en wolharige neushoorn). De site is gedateerd op 34.000 tot 31.000 jaar BP.
Eerste onderzoeken vonden plaats door  V. Tsjalysjev in 1957 en E. Timofejev in 1962, in 1963-1968 door V. Kaniv en B. Goeslits, en in 1983-1992 door P. Pavlov. In 1997 was het onderdeel van een groot Russisch-Noors onderzoeksproject gewijd aan de eerste bevolking van het hoge noorden. Vanaf 2007 was het onderwerp van een Russisch-Franse expeditie. Deze bestudeerde 550 m² cultuurlaag. Eerder was het grootste deel van de locatie al door erosie van de Petsjora vernietigd.
Volgens de Russische, Noorse en Franse onderzoekers zou het de jongste en meest noordelijke tot nu toe ontdekte vondsten van het Moustérien betreffen, meer dan 1000 km noordelijker dan de tot dusver bekende locaties. De Moustérien-technologie werd voorheen beschouwd als te primitief voor het overleven van menselijke groepen in een arctische omgeving. 
De stenen werktuigen worden gekenmerkt door platte kernen, eindschrabbers, rechte en convergente schrabbers, klingen, bijlen, en bladvormige tweezijdig bewerkte speerpunten. In totaal werden 313 stenen artefacten gevonden, inclusief 11 kernstenen. Onder de in totaal vierduizend dierlijke beenderen bevonden zich restanten van de mammoet (97,6%), wolharige neushoorn, rendier, paard, muskusos, wolf, bruine beer, poolvos en lemming. Menselijke fossielen zijn niet gevonden.
De vondsten van Byzovaja stelden de datum van het uitsterven van de neanderthalers in vraag. Meestal wordt het Moustérien beschouwd als kenmerkend voor deze mensensoort in Europa, en wordt verondersteld omstreeks 35.000 jaar BP te zijn beëindigd, ten minste 7000 jaar vóór de bewoning van Byzovaja. Het gebrek aan menselijke fossielen op de site staat echter niet toe om een verband met een specifiek type mensen te leggen.
Ludovic Slimak, een van de deelnemers aan de opgraving, maakte de volgende veronderstellingen:
- Ofwel de werktuigen werden gemaakt door neanderthalers, en hiermee wordt de datum van hun verdwijning die voorheen werd aangenomen wezenlijk verlaat
- of de werktuigen werden afgezet door vroege moderne mensen, hetgeen betekent dat het Moustérien na het verdwijnen van de neanderthalers voortgezet werd. Zie in dit verband het artikel initieel laatpaleolithicum

In een naar aanleiding van deze studie gepubliceerd artikel bespraken andere onderzoekers de voorgestelde conclusies. Volgens deze auteurs is wegens de afwezigheid van neanderthaler-fossielen de overname van Moustérien-technieken door anatomisch moderne mensen de meest waarschijnlijke hypothese. In een weerwoord toonde het oorspronkelijke onderzoeksteam dat de Russische Laat-paleolithische vondsten, die zij ook bestudeerden, geen relaties tonen met de klassieke Moustérien-technologie van Byzovaja.